# Clanes
Clanes és una sèrie de televisió per internet espanyola de thriller i drama romàntic creada i escrita per Jorge Guerricaechevarría i dirigida per Roger Gual per a Netflix. Està produïda per Vaca Films i és protagonitzada per Clara Lago i Tamar Novas. Es va estrenar el 21 de juny de 2024.

## Argument
Ana (Clara Lago) és una advocada que arriba al petit poble de Cambados, Galícia per a establir-se. La seva presència no passa desapercebuda per a ningú, especialment per a Daniel (Tamar Novas), fill d'un important narcotraficant i cap visible del «clan dels Padín», mentre el pare roman a la presó. Ana, amb àmplia experiència en un dels millors bufets de Madrid, ha decidit començar de zero en Cambados amb la intenció de saldar comptes amb el seu passat.

## Repartiment
- Clara Lago com Ana González Soriano
- Tamar Novas com Daniel Padín
- Xosé Antonio Touriñán com Nilo
- Melania Cruz com Laura Silva Figaredo
- Francesc Garrido com Naranjo
- Miguel de Lira com José Padín
- Nuno Gallego com Marco
- Tomás del Estal com Nazario
- Diego Anido com Samuel
- Chechu Salgado com Toño el canoso
- Marta Costa com María
- Monti Castiñeiras com Silva
- Cris Iglesias com Torres
- Pepo Suevos
- Xose Esperante com Muñiz
- Marisol Membrillo com Teresa Soriano
- Alicia Armenteros com Rosa
- Marta Torné com Marta
- Lucía Veiga com Natalia
- Xerardo Salgado com Moncho
- Isabel Naveira
- Tito Refoxo  com Cañizo
- Pablo Vázquez com Carmelo
- Roque Ruiz com Martos
- Julius Cotter com Sandro
- Gonzalo Uriarte com Amado
- María Pujalte com Berta Figaredo

## Episodis
| Núm. | Títol        | Direcció         | Guió                     | Data d'emissió original |
| --- | ------------ | ---------------- | ------------------------ | ----------------------- |
| 1 | «Episodio 1» | Roger Gual       | Jorge Guerricaechevarría | 21 de juny de 2024      |
| Quan maten al seu pare, Ana es trasllada a Galícia per a investigar el seu passat pel seu compte. Aviat coneix a Daniel, l'hereu d'un empori de la droga.            |              |                  |                          |                         |
| 2 | «Episodio 2» | Roger Gual       | Jorge Guerricaechevarría | 21 de juny de 2024      |
| Els Padín volen mantenir a Marco al marge del negoci. Després d'arribar a un acord amb Daniel, Ana comença a investigar les seves múltiples empreses tèrboles.       |              |                  |                          |                         |
| 3 | «Episodio 3» | Roger Gual       | Jorge Guerricaechevarría | 21 de juny de 2024      |
| Durant un luxós viatge de negocis amb Daniel, Ana té una aspra trobada amb José Padín. La relació de Marco i María suscita preocupació entre el clan.                |              |                  |                          |                         |
| 4 | «Episodio 4» | Javier Rodríguez | Jorge Guerricaechevarría | 21 de juny de 2024      |
| L'alliberament de Samuel intensifica les tensions i redobla la recerca policial. Ana ajuda en la següent operació del clan sense perdre de vista el seu pla inicial. |              |                  |                          |                         |
| 5 | «Episodio 5» | Javier Rodríguez | Jorge Guerricaechevarría | 21 de juny de 2024      |
| José Padín torna al candeler per accident. Un tiroteig posa el poble potes enlaire i obliga a Ana a emprendre una missió en nom de Daniel.                           |              |                  |                          |                         |
| 6 | «Episodio 6» | Roger Gual       | Jorge Guerricaechevarría | 21 de juny de 2024      |
| Mentre Daniel inclou a Ana en els seus plans de futur, Nazario furga en el passat de l'advocada. Els Padin descobreixen que hi ha un espieta entre les seves files.  |              |                  |                          |                         |
| 7 | «Episodio 7» | Roger Gual       | Jorge Guerricaechevarría | 21 de juny de 2024      |
| Tot està llest per a la gran operació. Els secrets continuen aflorant i el pànic s'apodera d'Ana en un intent d'alertar a Daniel... abans que sigui massa tarda.     |              |                  |                          |                         |

## Producció
El 23 de maig de 2023, Netflix va anunciar que havia començat el rodatge d'una nova sèrie espanyola sobre narcotràfic, titulada Clanes, la qual estaria creada i escrita per Jorge Guerricaechevarría, dirigida per Roger Gual, protagonitzada per Clara Lago i Tamar Novas i produïda per Vaca Films. El rodatge de la sèrie va tenir lloc en diverses localitzacions de Galícia, Màlaga, Gibraltar, Algesires, Madrid, Porto i Senegal.

## Llançament i màrqueting
El 6 de maig de 2024, Netflix va llançar el teaser de Clanes i va programar la seva estrena per al 21 de juny de 2024. El 4 de juny de 2024, Netflix va llançar el tràiler de la sèrie.

## Recepció
Joel Keller de Decider.com va donar una recomanació positiva a la sèrie, amb l'esperança que "se concentri en l'aspecte de la seva història que és el més interessant, que és Ana i Daniel".
Peter Martin de ScreenAnarchy va escriure que "l'espectacle és combustible i propulsiu, fins al final".